# Stéphane Risacher
Pour les articles homonymes, voir Risacher.
Stéphane Rémy Daniel Risacher né le 26 août 1972 à Moulins est un joueur international de basket-ball français. Risacher mesure 2,03 mètres et évolue au poste d'ailier.

## Biographie
Risacher débute en Pro A à l'âge de 17 ans au sein du Tours BC. Ailier au jeu complet, il s'avère être un bon défenseur et un marqueur régulier. Vice-champion olympique en 2000 face aux États-Unis, il quitte la France pour s'établir en Grèce, à l'Olympiakos, puis rejoint l'Espagne durant six ans, à Malaga, puis Murcie, avant de revenir en France à Chalon en 2008.
Son fils Zaccharie, né en 2005, et sa fille Aïnhoa, née en 2007, sont aussi joueurs de basket-ball.

## Palmarès
- Équipe de France
  - 123 sélections.
  - Médaille d'argent aux Jeux olympiques d'été de 2000
  - Médaille d'argent aux championnats du monde espoirs : 1993
- Clubs :
  - Champion de France Pro A : 1997
  - Champion d'Espagne : 2006
  - Champion de France Pro B : 1991
  - Vice-champion du championnat de Grèce : 2001, 2002
  - Coupe de Grèce : 2002
  - Coupe du Roi : 2005
  - MVP du All Star Game français 1997